# Rodolfo Edwards
Rodolfo Edwards ( * Buenos Aires, 1962) es un poeta y crítico de poesía argentino. Nació en el barrio porteño de La Boca. Es licenciado en Letras, especializado en literatura argentina y latinoamericana. Editó las revistas La Mineta y La Novia de Tyson y participó de la redacción de 18 Whiskys, dirigida por José Villa y en la que también colaboraron Fabián Casas, Darío Rojo, Daniel Durand, Eduardo Ainbinder y otros poetas de la llamada Generación del 90. 
En 2007 dirigió la Clínica de Escritura de Poesía para autores jóvenes en el Centro Cultural Ricardo Rojas, dependiente de la Universidad de Buenos Aires. Colabora en programas de radio y en suplementos culturales de diarios y revistas de Buenos Aires. Publica regularmente sus poemas en su blog El Rey de la Boca.

## Obra
- Culo criollo (1999)
- That's amore (2000)
- Rodolfo Edwards (2000)
- Los Tatis (2003)
- ¡Vamos con esas imágenes! (2005)
- Mosca blanca sobre oveja negra (2007)
- The real poncho (2011)
- Panfletos de papel picado (Peces de Ciudad Ediciones - 2015)